# Stanley Moss
Stanley Moss (ur. 21 czerwca 1925 w Nowym Jorku, zm. 5 lipca 2024 tamże) – amerykański poeta, wydawca i marszand.
Urodził się w nowojorskim Woodhaven. Studiował w Trinity College i na Uniwersytecie Yale. Opublikował pierwszy tomik poezji The Wrong Angel w 1966. Jest również autorem następujących tomików: The Skull of Adam (1979), The Intelligence of Clouds (1989), Asleep in the Garden (1997), A History of Color (2003), New & Selected Poems 2006 i God Breaketh Not All Men's Hearts Alike: New & Later Collected Poems (2011).
W 1977 założył Sheep Meadow Press, wydawnictwo non-profit publikujące poezję i inną literaturę skupiające się na tłumaczeniach poezji zagranicznych autorów. Wydało ono prace Jehudy Amichaja, Petera Cole'a i wielu innych autorów.
Moss był również kolekcjonerem sztuki (Stanley Moss Collection) i marszandem, handlował głównie dziełami włoskich i hiszpańskich starych mistrzów. Mieszkał w Nowym Jorku.